# Cratere Pelléas
Pelléas  è un cratere sulla superficie di Eros.